# Harry M. Rose
Harry M. Rose (Ohio, 30 maggio 1906 – New Hampshire, 4 novembre 1986) è stato un medico e microbiologo statunitense il cui laboratorio alla Columbia University ha sviluppato un accurato test diagnostico per l'artrite reumatoide nel 1948.
Il test divenne noto come test di Rose-Waaler o Waaler-Rose, poiché fu sviluppato indipendentemente sia da Rose che dal batteriologo norvegese Erik Waaler. Rose fu tra i primi destinatari del Gairdner Foundation International Award per il suo lavoro nello sviluppo del test. 
Rose frequentò la Yale University, poi andò alla facoltà di medicina al Cornell University Medical College, conseguendo la sua laurea in medicina nel 1932. Arrivò al New York Presbyterian Hospital come tirocinante nel 1938 e ricevette un incarico di facoltà presso il College of Physicians and Surgeons nel 1940 come assistente in medicina, assegnato al Dipartimento di batteriologia. Con lo scoppio della seconda guerra mondiale, Rose prestò servizio nell'Armed Forces Epidemiological Board e svolse ricerche sulle malattie tropicali per il governo degli Stati Uniti d'America. Nel 1952 Rose fu nominato John E. Borne Professor e presidente del Dipartimento di batteriologia alla Columbia University . Cambiò il nome in Dipartimento di microbiologia per riflettere meglio la ricerca in corso nel dipartimento. 
Oltre alla sua ricerca sull'artrite reumatoide, Rose ha studiato i meccanismi degli antibiotici e i virus e ha contribuito allo sviluppo del vaccino antinfluenzale. Ha lavorato come caporedattore del Journal of Immunology ed è stato nominato membro dell'American College of Physicians e dell'American Medical Association. È stato eletto membro della National Academy of Sciences. 
Rose si ritirò dalla Columbia University nel 1973 e si trasferì a Sandwich, nel New Hampshire, dove si riqualificò come diplomato in medicina interna e continuò a praticare la medicina fino al 1984. 